# Gesellschaft der heiligen Ursula von Anne de Xainctonge
Die Gesellschaft der heiligen Ursula von Anne de Xainctonge (Compagnie de Sainte-Ursule d’Anne de Xainctonge, Society of Saint Ursula of Anne de Xainctonge) ist eine römisch-katholische Frauenkongregation, die sich vor allem dem Schulunterricht von Mädchen widmet. Sie ist nach der heiligen Ursula von Köln und nach Anne de Xainctonge, die die Gesellschaft 1606 in Dole in der Franche-Comté gründete, benannt.

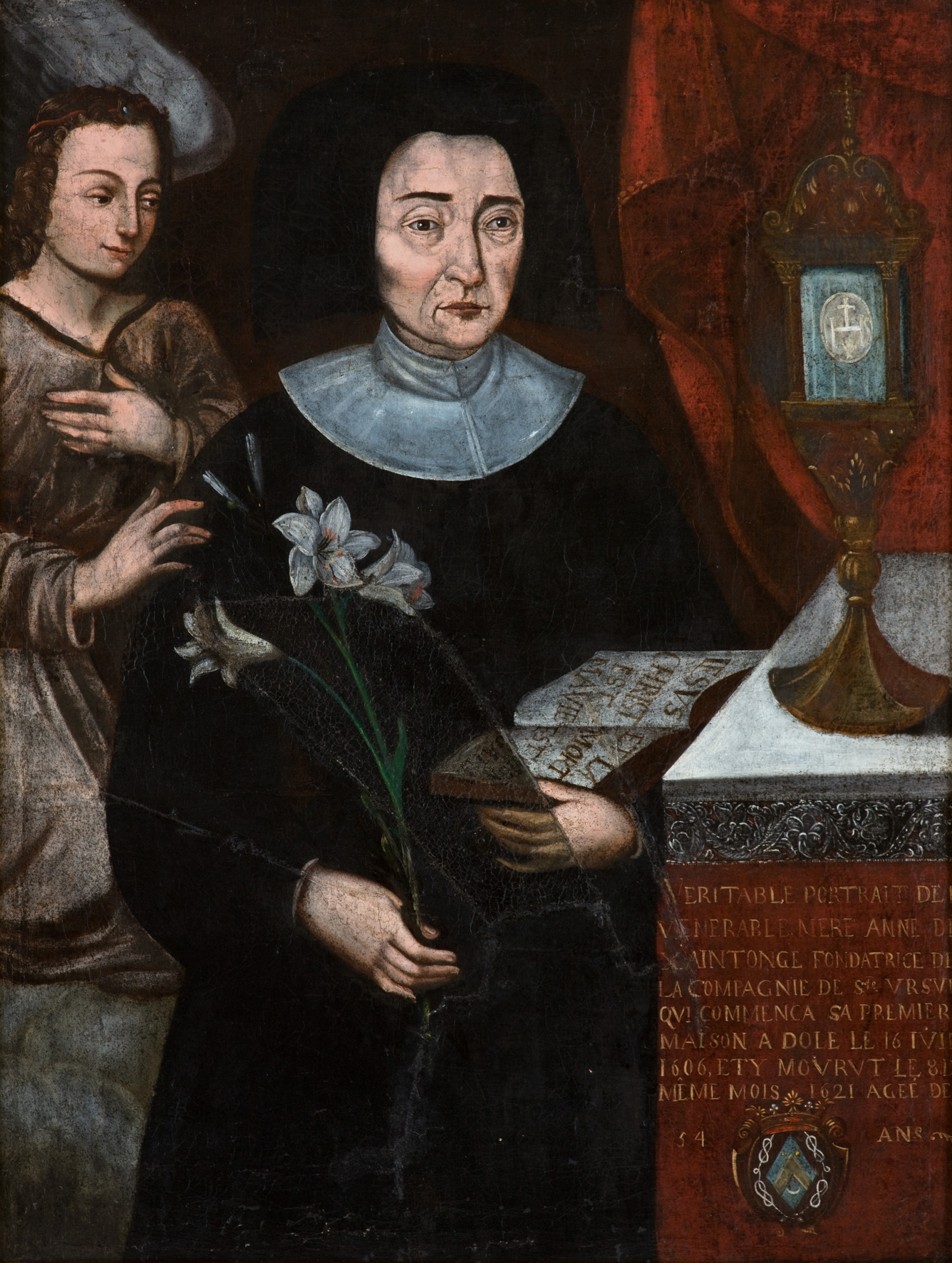
Anne de Xainctonge auf einem Gemälde aus dem 17. oder 18. Jahrhundert im Kloster St. Ursula in Brig

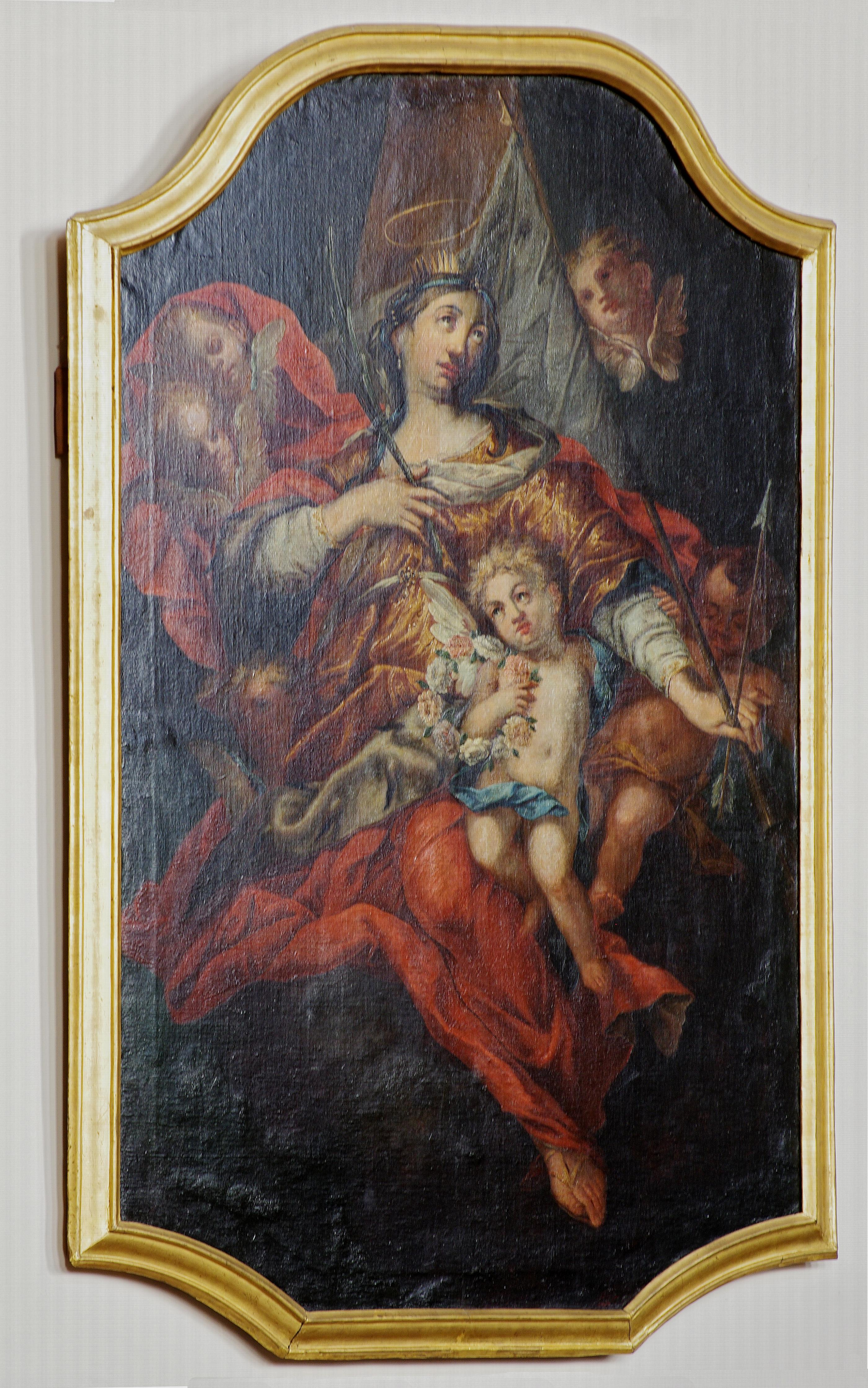
Die heilige Ursula auf einem Franz Bernhard Altenburger zugeschriebenen Gemälde in der Kirche St. Ursula in Freiburg im Breisgau

## Gründung
Die Gründung erfolgte im Zusammenhang mit der Katholischen Reform. Viele Frauen wollten nicht mehr nur ein frommes, sondern ähnlich wie die Angehörigen der älteren Orden ein gottgeweihtes Leben führen. Es sollte weniger eine Vita contemplativa als eine Vita activa sein, ein Leben christlicher Nächstenliebe mit Krankenpflege, Fürsorge für die Armen und vor allem Unterricht für Mädchen und Frauen, besonders solche aus benachteiligten Schichten. Das war bei einem Leben in klösterlicher Abgeschiedenheit schlecht möglich, und darum war für Anne de Xainctonge neben der Frauenbildung die Klausurlosigkeit conditio sine qua non. Was die Jesuiten für Männer leisteten, strebte sie für Frauen an.
Weil Klausurlosigkeit bei religiösen Frauengemeinschaften für die Zeit unerhört war, fast ein Skandal, wandte sie sich an die Ursulinen von Avignon. Deren Kongregation hatte Angela Merici 1535 in Brescia gegründet. Die Angela Merici-Ursulinen lebten teils in Klausur, teils in ihren Familien, und ihre Ordensregel hatte Papst Gregor XIII. 1582 autorisiert. Diese Regel, über Mailand nach Avignon gelangt,  übernahm Anne zunächst, wobei sie aber ihre conditiones sine quibus non strikt festhielt. Sie setzte ihre Idee gegen den Willen ihrer Eltern und gegen Widerstände aus Kirche und weltlichen Behörden durch. 1606 wurde ihre Gemeinschaft vom zuständigen Erzbischof von Besançon und vom Magistrat der Stadt Dole approbiert.
Kurz vor ihrem Tod verfasste Anne de Xainctonge mit Hilfe des Jesuitenpaters Étienne Guyon eine eigene Regel, die Institution de la Compagnie de s. Ursule & des Onze Milles Vierges, die 1623 vom Erzbischof von Besançon und 1648 von Papst Innozenz X. gebilligt wurde. Die Regel der Ursulinen von Avignon spielte darin kaum mehr eine Rolle, die Hauptquelle waren vielmehr die Satzungen der Jesuiten; weite Teile wurden sogar wörtlich übernommen. Die Schwestern waren „Ursulines mais non mériciennes“. „Elles n’avaient plus d’ursulines que le nom“ – „sie hatten mit den Ursulinen nur noch den Namen gemeinsam“ – und das Patronat der heiligen Ursula von Köln.

## Beziehung zu den „Ursulinen“
Die Eigenständigkeit der Gesellschaft von Anne de Xainctonge gegenüber den Angela Merici-Ursulinen ist von der Forschung zuweilen in Frage gestellt worden. So schreibt Hermann Albisser 1938 in seiner philosophischen Dissertation an der Universität Genf über die Ursulinen von Luzern: „Vom geschichtlichen Standpunkt aus bedeutet das Statut von Dôle eine Fortsetzung desjenigen von Mailand. Man sieht daher nicht ein, warum ... die schriftliche und mündliche Tradition in der Kongregation Dôle in dem religiösen Werk der Anne de Xainctonge ‚une création particulière‘ – eine eigenständige Schöpfung – erblicken kann.“
Marie-Amélie Le Bourgeois, Angehörige der Anne de Xainctonge-Ursulinen, fasst die Diskussion in ihrer 2003 publizierten theologischen Dissertation am Institut Catholique de Paris ausführlich zusammen. Sie belegt die Eigenständigkeit außer mit der Geschichte mit kirchlichen Autoritäten. Der Schweizer Apostolische Nuntius schrieb 1634: „Cette Compagnie n'a rien conservé de la Compagnie de Ste Ursule, sauf le nom.“ – „Diese Gesellschaft <von Anne de Xainctonge> hat von der Gesellschaft der heiligen Ursula <von Angela Merici> nichts bewahrt als den Namen.“ Als Angela Merici 1768 seliggesprochen wurde, verweigerte die Gesellschaft eine finanzielle Beteiligung und erklärte, Anne de Xainctonge allein sei ihre Gründerin. Papst Clemens XII. schrieb daraufhin: „Ces deux Instituts d’Ursulines et leurs règles sont complètement différents.“ – „Diese beiden Ursulinen-Institute und ihre Regeln sind völlig verschieden.“
Die Konstitutionen (s. u.) der Gesellschaft formulieren: „Pour des raisons historiques favorables à la fondation, cet Institut porte le nom de Compagnie de Sainte-Ursule.“„Sie nannte ihr Institut Gesellschaft der hl. Ursula, weil dieser Name in der Situation ihrer Zeit die Gründung erleichterte.“
Das Annuario Pontificio, das Päpstliche Jahrbuch, nennt in der 2010-Ausgabe 29 Ursulinen-Institute. Die Compagnia di Sant’Orsola (Compagnie de Sainte-Ursule de Dole) wird aber als separates Institut aufgeführt.

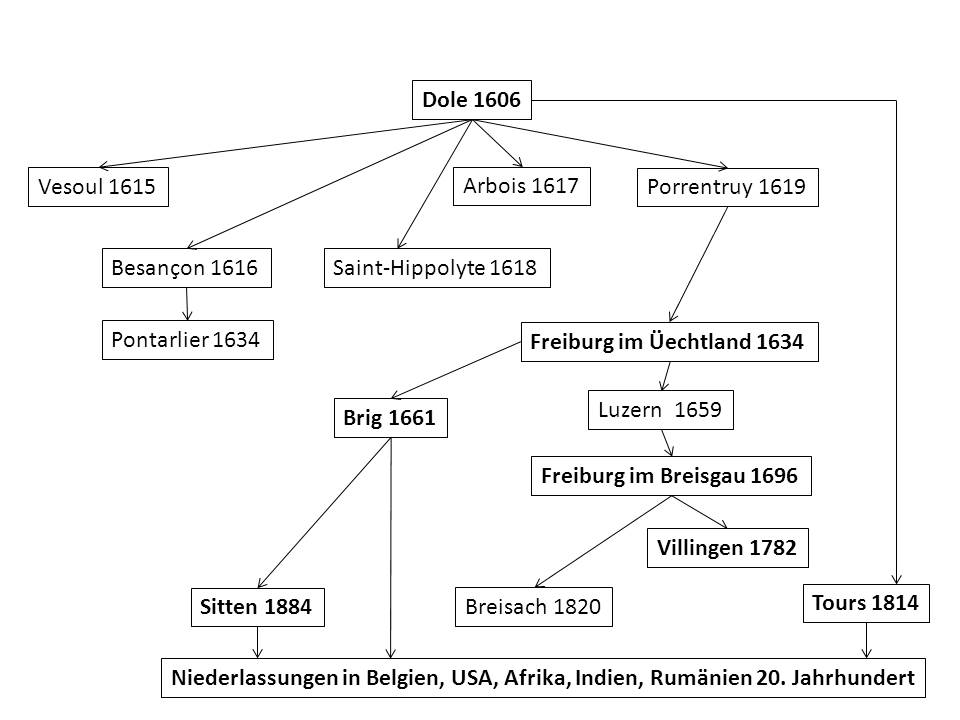
Entwicklung der Gesellschaft; heute bestehende Konvente. Manche Gründungsjahre differieren in den verschiedenen Quellen.

## Weitere Geschichte
Noch zu Anne de Xaintconges Lebzeiten entstanden vier Tochterniederlassungen in der Franche-Comté, nämlich 1615 in Vesoul, 1616 in Besançon, 1617 in Arbois und 1618 in Saint-Hippolyte (Doubs), außerdem 1619 eine Niederlassung in Porrentruy, damals zum Fürstbistum Basel gehörig. Nach Annes Tod folgten 1634 als Tochter von Besançon ein Haus in Pontarlier und als Tochter von Porrentruy ein Haus in Freiburg im Üechtland. Von Freiburg im Üechtland aus entstand 1659 eine Niederlassung in Luzern und 1661 eine Niederlassung in Brig. Von Luzern aus kamen die Schwestern 1696 nach Freiburg im Breisgau und von dort 1782 nach Villingen und 1820 nach Breisach.
Die Französische Revolution zerstörte die französischen Niederlassungen. Jedoch wurde Dole wenig später wieder eröffnet und zudem 1814 ein neues Haus in Tours eingerichtet. Die Schweizer Niederlassungen litten zur Zeit des konfessionell motivierten Sonderbundskriegs 1847 und später durch den Kulturkampf in der Schweiz. 1884 wurde von Brig aus eine Niederlassung in Sitten etabliert. Die Niederlassung in Freiburg im Breisgau wurde im Zuge des Badischen Kulturkampfes 1877 aufgelöst. Die letzte Oberin führte die Schule als privates Internat weiter und 1923 erhielten die Schwestern alle Rechte einer Kongregation zurück.

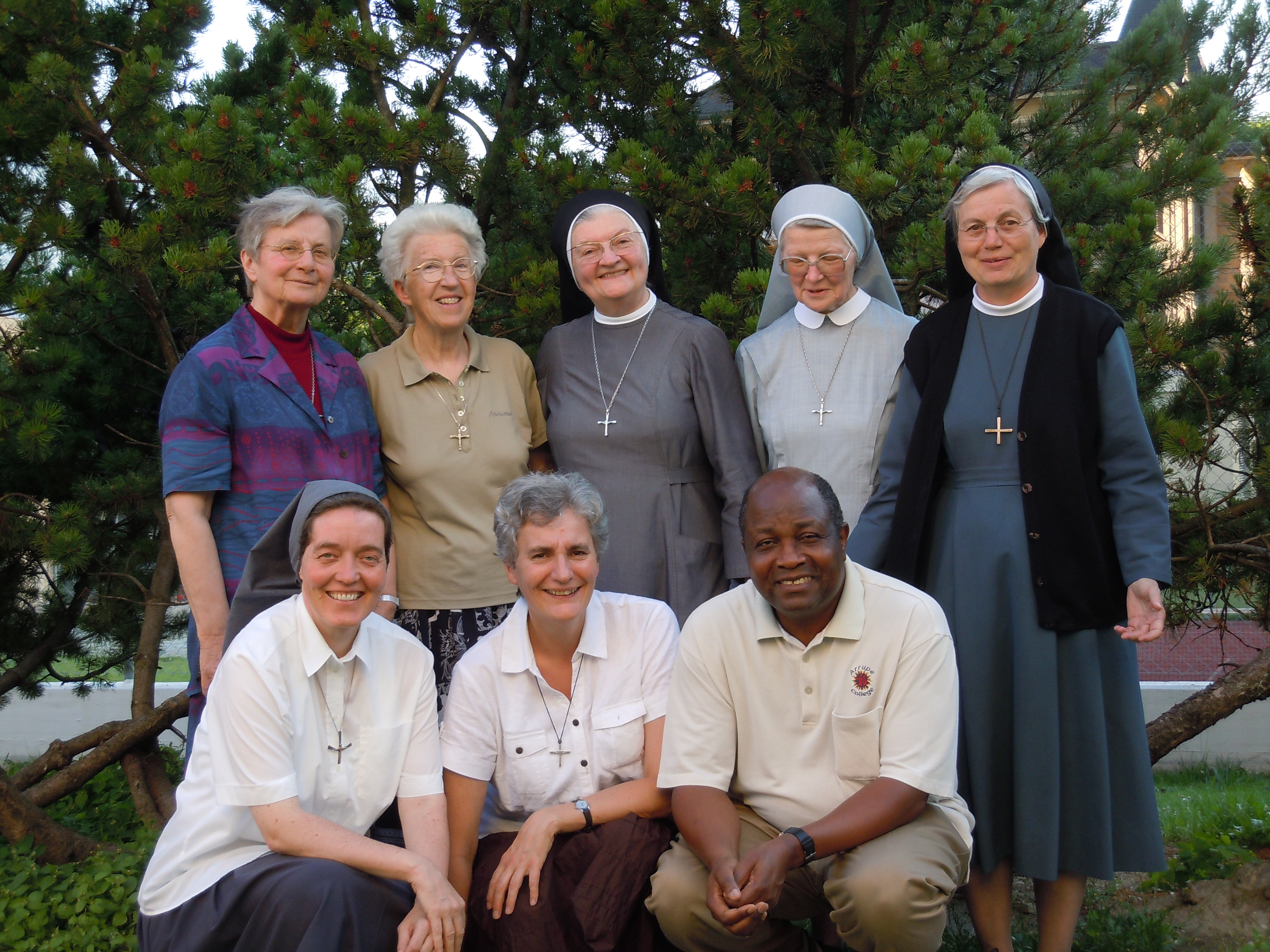
Die Oberinnen der sieben bestehenden Häuser mit einem Jesuitenpater

## Gegenwart
1965 schlossen sich die Konvente (Häuser, französisch Maisons, englisch Branches) von Dole, Freiburg im Üechtland, Brig, Freiburg im Breisgau, Villingen, Tours und Sitten zu einer Föderation zusammen. Diese Konvente gehören zu der Compagnia di Sant’Orsola (Compagnie de Sainte-Ursule de Dole) des Päpstlichen Jahrbuchs. Im 20. Jahrhundert kamen zahlreiche Niederlassungen in Belgien, den USA, Afrika, Indien und Rumänien hinzu. 2009 gehörten der Föderation 469 Schwestern an.

## Konstitutionen
Die derzeit (Stand 2011) gültigen Konstitutionen von 1985 gehen in allem Wesentlichen auf die Institution de la Compagnie de s. Ursule & des Onze Milles Vierges zurück. Sie sind in einem Buch von 136 Seiten mit ästhetischem Anspruch in Sprache und Typografie gedruckt. Auf die Institution, den Codex Iuris Canonici und Dokumente des Zweiten Vatikanischen Konzils wird jeweils hingewiesen.
Es gibt Bestimmungen, die für alle sieben Häuser der Föderation gelten, und solche, die einzelnen Häusern eigen sind und hauptsächlich die Verwaltung betreffen. „Haus“ (Maison, Branch) ist „ein selbständiges Institut des geweihten Lebens, das von der Kirche als solches anerkannt ist“. Die Häuser von Dole und Tours sind päpstlichen Rechts, alle anderen Häuser diözesanen Rechts.
Einem Einleitungsabschnitt „Geist und Ziel der Gesellschaft der hl. Ursula“ folgen Abschnitte „Apostolisches Ordensleben“, „Leitung der Gesellschaft“, „Einführung in das Ordensleben“ und „Austritt und Entlassung“.
Kandidatinnen für die Aufnahme müssen mindestens zwanzig Jahre alt sein. Einem sechs Monate bis zwei Jahre dauernden Postulat folgt ein zweijähriges Noviziat. Es endet mit der ersten Profess. In ihr weiht sich die Novizin „Gott in der Gesellschaft der hl. Ursula durch die Gelübde der Jungfräulichkeit, der Armut und des Gehorsams“. Die Gelübde gelten vorerst für ein Jahr. Im fünfjährigen Juniorat werden sie erneuert, zunächst für ein zweites Jahr und dann für drei Jahre. „In der ewigen Profess verpflichtet sich die Schwester endgültig und öffentlich für ein Leben in der Gesellschaft der hl. Ursula von Anne de Xainctonge. Durch die Gelübde der Jungfräulichkeit, der Armut und des Gehorsams weiht sich die Schwester für immer dem Herrn.“ Sie ist jetzt vollberechtigtes Mitglied der Gesellschaft.
Jedes Haus wird von einer Generaloberin und ihrem Rat geleitet. Generaloberin und Rat werden vom Generalkapitel des Hauses gewählt. „Die Generaloberin wird für sechs Jahre gewählt. Sie soll bei ihrer Wahl vor wenigstens acht Jahren die ewige Profess abgelegt haben.“ Jede größere Hausgemeinschaft innerhalb der einzelnen Häuser hat eine Hausoberin. Sie „muss vor wenigstens drei Jahren ewige Profess abgelegt haben <und> wird nach Befragung der Hausgemeinschaft von der Generaloberin und ihrem Rat für drei Jahre gewählt“.
Die ersten zwei Strophen des Einleitungsabschnitts zeigen Geist und Stil der Konstitutionen:
  1       Ihr Leben Gott weihen

      im Dienste der Heranbildung echter Christen,

      damit sich das Reich Jesu Christi

      zur Ehre Gottes des Vaters ausbreite:

      das setzt sich Anne de Xainctonge

      als einziges grosses Lebensziel.

      Um dies zu erreichen,

      wünscht Mutter Anna Gefährtinnen,

      die Jesus Christus gleichförmig werden wollen,

      ein gottverbundenes Leben führen

      und sich in die Wahrheiten des Glaubens vertiefen.

      Damit die Gesellschaft auch in Zukunft

      ihrer Sendung treu bleibe,

      setzt Mutter Anna als Grundlage fest:

      – die christliche Erziehung der Mädchen und Frauen

      – keine Klausur

      – ignatianische Spiritualität.

  2   Der gleiche Geist Gottes

      führt uns auch heute zusammen,

      um an der Sendung der Kirche teilzunehmen.

      Wie unsere Stifterin

      wollen wir hellhörig sein für die besondere Aufgabe

      der Jugend und der Frauen in der heutigen Welt.

      Wir stellen uns in ihren Dienst:

      vor allem durch Erziehung und Unterricht,

      um alle im Glauben zu fördern

      und ihnen zu helfen, nach dem Evangelium zu leben.

      Dabei bevorzugen wir die Armen.

      Den Bedürfnissen der Zeit entsprechend,

      leisten wir diesen Dienst

      auch in der Betreuung der Kranken und Hilfsbedürftigen.

      Da unsere Hingabe an das Apostolat

      Hingabe an Jesus Christus,

      den Gesandten des Vaters, ist,

      muss unser Tun von ihm ausgehen

      und in ihm seine Vollendung finden;

      ja, unser ganzes Leben

      soll vom Licht des Geheimnisses Christi künden.